# Peter (actor japonés)
Shinnosuke Ikehata (池畑 慎之介 Ikehata Shinnosuke?) (nacido el 8 de agosto de 1952 en Sakai, Osaka, Japón) es un bailarín, actor y cantante japonés que ha aparecido en Ran de Akira Kurosawa y en Funeral Parade of Roses de Toshio Matsumoto. Ikehata usa el pseudónimo Peter (ピーター Pītā?) cuando aparece en shows de televisión y teatros musicales de revista. Después de habérsele visto bailando en ropas ajustadas en clubs de baile, adoptó ese nombre con dieciséis años por su ropa y estilo de baile, ya que él decía que se parecían a Peter Pan. Siendo uno de los artistas gays más conocidos de Japón, su apariencia andrógina le ha permitido representar personajes transgénero, y a veces sale en escena con ropa de mujer.

## Filmografía
- Bara no Sōretsu (Funeral Parade of Roses, 1969)
- Zatōichi Abare-Himatsuri (1970)
- Gokumon-tō (1977)
- Hi no Tori (1978)
- Les Frutes de la passion (1981)
- Ran (1985)
- Za Ginipiggu 6: Peter no Akuma no Joi-san (1990) (vídeo, acreditado a Peter)
- Drakengard (2003) (videojuego; dos voces separadas acreditadas a Shinnosuke Ikehata y Peter)
- Drakengard 2 (2005) (videojuego; una voz acreditada a Peter y Shinnosuke Ikehata)
- Death Note (2006) (Rem)
- Nier (2010) (videojuego; una voz acreditada a Peter y Shinnosuke Ikehata)
- Yakuza: Dead Souls (2011)
- Garo: Makai Senki (2012)
- Drakengard 3 (2013) (videojuego; una voz acreditada a Peter)